# B3GALT2
B3GALT2 (англ. Beta-1,3-galactosyltransferase 2) — білок, який кодується однойменним геном, розташованим у людей на 1-й хромосомі. Довжина поліпептидного ланцюга білка становить 422 амінокислот, а молекулярна маса — 49 213.
| 10         |  | 20         |  | 30         |  | 40         |  | 50         |
| ---------- |  | ---------- |  | ---------- |  | ---------- |  | ---------- |
| MLQWRRRHCC |  | FAKMTWNAKR |  | SLFRTHLIGV |  | LSLVFLFAMF |  | LFFNHHDWLP |
| GRAGFKENPV |  | TYTFRGFRST |  | KSETNHSSLR |  | NIWKETVPQT |  | LRPQTATNSN |
| NTDLSPQGVT |  | GLENTLSANG |  | SIYNEKGTGH |  | PNSYHFKYII |  | NEPEKCQEKS |
| PFLILLIAAE |  | PGQIEARRAI |  | RQTWGNESLA |  | PGIQITRIFL |  | LGLSIKLNGY |
| LQRAILEESR |  | QYHDIIQQEY |  | LDTYYNLTIK |  | TLMGMNWVAT |  | YCPHIPYVMK |
| TDSDMFVNTE |  | YLINKLLKPD |  | LPPRHNYFTG |  | YLMRGYAPNR |  | NKDSKWYMPP |
| DLYPSERYPV |  | FCSGTGYVFS |  | GDLAEKIFKV |  | SLGIRRLHLE |  | DVYVGICLAK |
| LRIDPVPPPN |  | EFVFNHWRVS |  | YSSCKYSHLI |  | TSHQFQPSEL |  | IKYWNHLQQN |
| KHNACANAAK |  | EKAGRYRHRK |  | LH         |  |            |  |            |

A: Аланін

C: Цистеїн

D: Аспарагінова кислота

E: Глутамінова кислота

F: Фенілаланін

G: Гліцин

H: Гістидин

I: Ізолейцин

K: Лізин

L: Лейцин

M: Метіонін

N: Аспарагін

P: Пролін

Q: Глутамін

R: Аргінін

S: Серин

T: Треонін

V: Валін

W: Триптофан

Кодований геном білок за функціями належить до трансфераз, глікозилтрансфераз. 
Білок має сайт для зв'язування з іоном марганцю. 
Локалізований у мембрані, апараті гольджі.